# Anthidiellum strigatum
Anthidiellum strigatum är en biart som först beskrevs av Georg Wolfgang Franz Panzer 1805.  Anthidiellum strigatum ingår i släktet Anthidiellum och familjen buksamlarbin.

## Utseende
Ett litet och ganska kompakt bi med en kroppslängd på 6 till 7 mm. Grundfärgen är svart; Honan har gul nacke och en gul fläck på varje sida av de fem främre tergiterna (bakkroppssegmenten). Hanen har även han gul nacke, men mer varierande teckning på bakkroppen med 2 till 4 gula fläckar på tergit 1 till 5, och ett gult tvärband på var och en av de två sista tergiterna (6 till 7). Dessutom har han gula mundelar.

## Ekologi
Arten förekommer i skogsbryn och -gläntor, på bergssluttningar, i sand- och lertag, stenbrott och liknande. I Alperna kan den gå upp till 2 000 m. Flygtiden varar från juni till mitten av augusti för hanen, fram till mitten av september för honan. Biet är inte särskilt specialiserat i sitt näringsval, men flyger gärna till ärtväxter, speciellt käringtand.

### Fortplantning
Bona, som är omkring 1 cm stora, konstrueras enbart av kåda och byggs öppet på stenar, trädstammar och växtstjälkar, antingen enstaka eller i små grupper. Övervintringen sker som passiv vilolarv i den färdiga puppkokongen.

## Utbredning
Arten finns i större delen av Europa upp till Finland samt söderut till Nordafrika och österut till Tadzjikistan. I Finland betraktas arten som missgynnad.

## Underarter
Arten delas in i följande underarter:
- A. s. contractum
- A. s. strigatum